# Акаст
Акаст (грч. Ἄκαστος) је у грчкој митологији био син Пелије, краља Јолка и Анаксибије или Филомахе.

## Митологија
Био је један од ловаца на Калидонског вепра, а потом, против воље свог оца, придружио се Јасону и Аргонаутима. Када се вратио, Јасон му је, након Пелијине смрти, препустио престо Јолка. Према другој причи, када је Акаст открио да је Медеја узроковала смрт његовог оца, протерао је Јасона и њу, а оцу приредио раскошне посмртне свечаности. Након неког времена Акасту је дошао Пелеј да га овај очисти од убиства. У Пелеја се страсно заљубила Акастова супруга Астидамија (или Хиполита), али је дошљак одбио њену љубав. Из освете, оклеветала га је код мужа да је он њу заправо заводио и Акаст га је у бесу одвео на Пелион и без оружја оставио на милост тамошњим зверима. Заправо, Акаст није одмах реаговао на оптужбе своје супруге, већ је искористио прилику када су Пелеј и он ловили на планини Пелион. Када је Пелеј заспао, Акаст му је украо мач и оставио га, тако да су га умало убили кентаури. Пелеја је спасио кентаур Хирон (или Хермес), а он се касније вратио сам или са Јасоном и Диоскурима и убио Акаста и његову жену. Аполодор није поменуо Акастову смрт, али јесте да је Пелеј уз поменуте савезнике разорио Јолк. Акаст је са својом супругом имао кћерке: Стеропу, Стенелу и Лаодамију.